# کشورهای بریتانیا
از سال ۱۹۲۲، بریتانیا از چهار کشور تشکیل شده است: انگلستان، اسکاتلند، ولز (که مجموعاً بریتانیای کبیر را تشکیل می‌دهند) و ایرلند شمالی (که به‌طور متفاوتی به عنوان یک کشور، استان، حوزه قضایی یا منطقهتوصیف می‌شود). وب‌سایت نخست‌وزیر بریتانیا، از عبارت «کشورهایی در یک کشور» برای توصیف بریتانیا استفاده کرده است.

## حقایق کلیدی
| ملّت          | پرچم  | پایتخت  | قوه مقننه          | قوه مجریه                | نظام حقوقی                                 | قلمرو قدرت     |
| ------------ | ----- | ------- | ------------------ | ------------------------ | ------------------------------------------ | -------------- |
| انگلستان     |       | لندن    | ندارد              | ندارد                    | حقوق در انگلستان                           | انگلستان و ولز |
| اسکاتلند     |       | ادینبرو | مجلس اسکاتلند      | دولت اسکاتلند            | حقوق در اسکاتلند                           | اسکاتلند       |
| ولز          |       | کاردیف  | مجلس شورای ملی ولز | دولت ولز                 | حقوق در انگلستان، حقوق در ولز              | انگلستان و ولز |
| ایرلند شمالی | ندارد | بلفاست  | مجمع ایرلند شمالی  | هیئت اجرایی ایرلند شمالی | حقوق در ایرلند شمالی، قوانین سرزمین ایرلند | ایرلند شمالی   |
| بریتانیا     |       | لندن    | مجلس بریتانیا      | دولت بریتانیا            | حقوق در بریتانیا                           | بریتانیا       |

| ملّت          | جمعیت      | جمعیت | مساحت          | مساحت | تراکم (بر کیلومتر مربع) | ارزش افزوده ناخالص      | ارزش افزوده ناخالص | ارزش افزوده ناخالص |
| ملّت          | نفر        | (%)   | (کیلومتر مربع) | (%)   | تراکم (بر کیلومتر مربع) | پوند استرلینگ (میلیارد) | (%)                | سرانه              |
| ------------ | ---------- | ----- | -------------- | ----- | ----------------------- | ----------------------- | ------------------ | ------------------ |
| انگلستان     | 56,536,000 | 84.3% | 130,310        | 53.7% | 434                     | 1,760                   | 86.3%              | 31,138             |
| اسکاتلند     | 5,480,000  | 8.2%  | 77,901         | 32.1% | 70                      | 150                     | 7.3%               | 27,361             |
| ولز          | 3,105,000  | 4.6%  | 20,737         | 8.5%  | 150                     | 70                      | 3.4%               | 22,380             |
| ایرلند شمالی | 1,905,000  | 2.8%  | 13,793         | 5.7%  | 141                     | 46                      | 2.2%               | 24,007             |
| سایر قلمروها |            |       |                |       |                         | 15                      | 0.7%               |                    |
| بریتانیا     | ۶۷٬۰۲۶٬۰۰۰ | ۱۰۰٪  | ۲۴۲٬۷۴۱        | ۱۰۰٪  | ۲۷۶                     | ۲٬۰۴۰                   | ۱۰۰٪               | ۳۰٬۴۴۳             |